# Колюбакин, Сергей Иванович
Сергей Иванович Колюбакин (1722—1793) — русский военный, генерал-поручик (1779).

## Биография
Родился в 1722 году.
В 1768—1773 годах — командир Апшеронского 81-го пехотного полка.
В 1778—1781 годах был смоленским наместником в звании генерал-поручика.
Умер 8 марта 1793 года.

## Награды
- Награждён орденом Св. Георгия 3-й степени (№ 28, 12 апреля 1771) — «При городе Журжи, вскоча в ров, перешёл неприятельский ретраншамент и в самое короткое время посреди бою свой полк построил».
- Также был награждён другими орденами Российской империи.